# Jrarat (Armavir)
Jrarat (in armeno Ջրառատ?) è un comune dell'Armenia di 3 090 abitanti (2009) della provincia di Armavir.